# Ana Maria Sandu
Ana Maria Sandu (n. 22 decembrie 1974, Târgu Jiu) este o scriitoare și jurnalistă română.

## Biografie
Ana Maria Sandu s-a născut la Târgu Jiu. A absolvit Facultatea de Litere a Universității din București și cursurile de masterat ale aceleiași facultăți. A făcut parte din Cenaclul "Litere", condus de Mircea Cărtărescu. A colaborat cu articole și eseuri la revistele: "Dilema", "Vineri", "Observator cultural", "Re:Publik", "aLtitudini", "Cosmopolitan".
În prezent, Ana Maria Sandu este redactor la revista Dilema veche. Trăiește la București.

## Opere
- 2003: Din amintirile unui Chelbasan, Editura Paralela 45
- 2006: Fata din casa vagon, Editura Polirom (Colecția Ego. Proză).[1]
- 2010: Omoară-mă!, Editura Polirom (Colecția Ego. Proză)
- 2013: Aleargă, Editura Polirom. Actrița Nicoleta Lefter și coregrafa Silvia Călin au făcut, pornind de la text, un one woman show cu același titlu.
- 2017: Pereți subțiri, proză scurtă, Editura Polirom
- 2019 ”Mama îmi spune că am o viață frumoasă” (eseuri), Editura Polirom
- 2021 ”Hortensia Papadat Bengescu. Străina” Editura Polirom, colecția ”Biografii romanțate”
- 2023 ”În țara vacilor fericite” (roman pentru copii), Editura Frontiera
- 2024 Salvatorii, Editura Polirom

## Volume colective
- Cartea cu bunici, coord. de Marius Chivu, Editura Humanitas, 2007
- Iubire 13 / Love 13, coord. de Marius Chivu, Editura Art, 2010
- Prima mea carte, coord. de Raluca Dincă, Editura Art, 2011
- Prima dată, coord. de Laura Albulescu și Andra Matzal, Editura Art, 2013
- Cui i-e frică de computer?, coord. de Liviu Papadima, Editura Art, 2013
- Cu ochii-n 3,14, cu ilustrații de Dan Stanciu, coord. de Ana Maria Sandu, Editura Humanitas, 2016
- Scriitori la poliție, coord. de Robert Șerban, Editura Polirom, 2016

## Premii
Cartea a fost nominalizată la Premiile de debut ale "României literare" și la Premiul pentru experiment al ASPRO.